# Emilio Kléber
Manfred Zalmánovich Stern, conocido en España como Emilio Kléber, General Kléber o simplemente Kléber (Bucovina, 1896 - Unión Soviética, 1954), fue un oficial austrohúngaro del servicio de inteligencia militar de la Unión Soviética (GRU). Tomó su nombre de guerra en España del apellido de uno de los más legendarios generales de la revolución francesa, Jean-Baptiste Kléber.

## Biografía
Stern nació en la Bucovina, entonces región del norte de Rumania integrada dentro del Imperio austrohúngaro, en una familia de origen alemán y ascendencia judía; realizó en su juventud estudios de medicina en Viena. En la Primera Guerra Mundial fue llamado a filas y combatió en las fuerzas austriacas del frente oriental hasta ser hecho prisionero por las tropas zaristas en 1915 y enviado a Siberia.

### Al servicio de la URSS
Con la Revolución de Octubre de 1917, al derrocar al zar, es liberado y se une a los bolcheviques, integrándose en el Ejército Rojo. Combate en la Guerra Civil Rusa, distinguiéndose en los frentes de Siberia y Mongolia; terminada la lucha, Stern realiza estudios militares en la Academia Frunze, tras los que se integra en 1924 en los servicios de inteligencia militar.
Ascendiendo en los núcleos de funcionarios de la URSS prestó servicios en el Komintern y se unió al servicio de inteligencia soviético, el GRU (antecesor de la NKVD). Desde 1929, gracias a su amplio conocimiento de lenguas extranjeras, realizó misiones para la URSS en Estados Unidos, trabajando en espionaje, supervisión de grupos comunistas adheridos al Komintern, y formando grupos de informantes; en 1932 Stern fue enviado a China donde colaboró con la República Soviética de China establecida en el soviet de Jianxi, volviendo a la URSS en 1935.

### Guerra civil española
Tras estallar en 1936 la guerra civil de España y con la decisión de Stalin de apoyar a la República, Stern fue enviado a España por el gobierno soviético para ser integrado de inmediato en las Brigadas internacionales gracias a sus habilidades políticas y su valiosa experiencia militar. Una vez en España, Stern adoptó el nombre de Emilio Kléber, invocando ser un soldado aventurero de origen austriaco, pero nacido en Canadá, versión que confirmaron ante la República sus jefes soviéticos. Como militar, mandó la XI Brigada Internacional en el Ejército Popular de la República al empezar los combates de la Casa de Campo (luchando en la Batalla de la Ciudad Universitaria de Madrid), durante la defensa de Madrid en noviembre de 1936. Al ser repelido el ataque del bando nacional contra la capital española con una muy buena actuación de las Brigadas Internacionales, Stern ganó gran fama internacional como «salvador de Madrid», en concordancia con la propaganda auspiciada por la URSS, destacando un reportaje del periodista estadounidense Herbert Matthews, simpatizante del bando republicano, elogiando a Kléber y calificándolo como «un personaje posiblemente destinado a desempeñar un gran papel en el turbulento periodo que afronta el mundo».
La súbita fama como «general Kléber» le generó a Stern un lugar preeminente entre los jefes de las Brigadas Internacionales y convertirse en una celebridad entre los simpatizantes de la República Española en todo el mundo. Esta fama no buscada empezó a generar las sospechas de Stalin, ya embarcado entonces en la Gran Purga de 1937 y muy desconfiado ante todo líder comunista que ganara gran reconocimiento público fuera de la URSS.
El general Kléber participó luego en otros combates importantes, ya al mando de la recién creada 45.ª División, compuesta por brigadistas internacionales. A lo largo del verano de 1937 intervino en las Ofensivas de Huesca, Brunete, Zaragoza y Belchite, pero los deficientes resultados obtenidos en estos últimos combates redujeron su popularidad entre los mandos no comunistas del Ejército republicano. Durante los combates en Belchite, expresó su decepción por la deficiente actuación de la 119.ª Brigada Mixta, sobre la que dijo: «No sirve para nada...».
Debido a esto, a inicios de 1938 Kléber fue relevado del mando de la 45.ª División, y reemplazado por el comunista alemán Hans Kahle; aun así, Stern siguió en España prestando servicios como agente del Komintern, enlazando con el gobierno republicano y gozando todavía de un prestigio militar elevado entre los miembros del PCE. Al abandonar España con motivo de la retirada de las Brigadas Internacionales, en octubre de 1938, Stern fue llamado a Moscú y recibió una oferta del jefe de la NKVD en España, Alexander Orlov, que deseaba integrarlo a su servicio, al temer que la fama obtenida por Kléber en la guerra española lo haría presa fácil de las suspicacias de Stalin. No obstante, el general Voroshílov, jefe de los asesores soviéticos en España, rechazó la transferencia y determinó que Stern volviera a territorio soviético.

### Caída en desgracia
Una vez en la URSS, Stern fue arrestado y mediante torturas se le arrancaron confesiones de supuestos actos de traición cometidos en España, y en mayo de 1939 se lo condenó a quince años de prisión, por lo que fue encarcelado en un campo de prisioneros del Gulag. Tras esta condena, el nombre de Stern y las alusiones al «general Kléber» fueron borrados de las historias oficiales soviéticas sobre la guerra civil española. Murió de extenuación física en el campo de trabajo Ozerlag de Sosnovka, en Taishet, Siberia, en febrero de 1954.